# Jónas Sævarsson
Jónas Guðni Sævarsson (ur. 28 listopada 1983) – islandzki piłkarz, środkowy pomocnik, od lipca 2012 roku piłkarz klubu Reykjavíkur.

## Kariera klubowa
Jónas piłkarską karierę rozpoczynał w ÍBK Keflavík. Spędził tam 5 sezonów i w 2008 roku kupił go stołeczny Reykjavíkur.
Tam spisywał się bardzo dobrze, co zaowocowało transferem do klubu z Allsvenskan, Halmstads BK.
Mimo iż grał tylko pół sezonu, to zbierał świetne recenzje.

## Kariera reprezentacyjna
Jak większość reprezentantów kraju, Jónas przeszedł wszystkie reprezentacje młodzieżowe Islandii, a obecnie gra już w seniorskiej reprezentacji, w której zadebiutował 2 lutego 2008 roku w meczu z Białorusią. Islandia ten mecz przegrała.